# دیر القمر
دیر القمر (به عربی: دیر القمر) یک منطقهٔ مسکونی در لبنان است که در استان جبل لبنان واقع شده‌است.
آن‌طور که از نامش برمی‌آید این روستا صومعه‌ای برای آرامش ماه بوده است. این روستای زیبای مارونی‌ها نیز در فهرست میراث جهانی یونسکو قرارگرفته است. کاخی زیبا در دیر القمر واقع‌شده است.

## سرشناسان
- ورده الترک: (۱۷۹۷ – ۱۸۷۳) شاعر.[۲]